# Cop Out
Cop Out (bra: Tiras em Apuros; prt: Não Chamem a Polícia!) é um filme estadunidense de 2010, dirigido por Kevin Smith com roteiro dos irmãos Mark e Robb Cullen.

## Sinopse
James "Jimmy" Monroe e Paul Hodges são investigadores da Polícia de Nova Iorque e parceiros no trabalho há nove anos. Depois de entrarem num tiroteio ao tentar prender um traficante mexicano chamado Juan, são suspensos por 30 dias. Monroe quer pagar o casamento da filha e a suspensão o deixa sem salário, impedindo-o de assumir esse compromisso. Ele então resolve vender uma valiosa figurinha de beisebol que herdara de seu pai. Enquanto isso, Hodges está angustiado com a suspeita de que sua esposa o trai com o vizinho. O cromo de Jimmy é roubado pelo ladrão de humor debochado chamado Dave que o vende para um chefão das drogas e fã de baseball. Esse chefão, Poh Boy, por coincidência é irmão de Juan e o roubo do cromo põe a dupla de policiais novamente na pista da quadrilha mexicana.

## Elenco
- Bruce Willis - Detetive James "Jimmy" Monroe
- Tracy Morgan - Detetive Paul Hodges
- Kevin Pollak - Hunsaker
- Seann William Scott - Dave
- Jason Lee - Roy
- Rashida Jones - Debbie Hodges
- Adam Brody - Barry Mangold
- Guillermo Díaz - Poh Boy
- Cory Fernandez - Juan Diaz
- Michelle Trachtenberg - Ava Monroe
- Ana de la Reguera - Gabriela
- Jim Norton - George
- Fred Armisen - Advogado russo
- Susie Essman - Laura
- Mark Consuelos - Manuel
- Jayce Bartok - Eddie

## Recepção
No site agregador de críticas Rotten Tomatoes, 19% das 159 avaliações dos críticos são positivas. O consenso diz que o filme "é um clichê de comédia de ação familiar que sofre de piadas obsoletas".